# Shu-qiang Li
Shu-qiang Li, en chino 李枢强, (abreviado Li) es un aracnólogo chino.
Es profesor del Instituto de Zoología de la Academia China de las Ciencias.

## Taxones descritos
- Bifurcia Saaristo, Tu & Li, 2006
- Capsulia Saaristo, Tu & Li, 2006
- Denisiphantes Tu, Li & Rollard, 2005
- Diplocephalus parentalis Song & Li, 2010
- Flexicrurum Tong & Li, 2007
- Gongylidiellum linguiformis Tu & Li, 2004
- Lehtinenia Tong & Li, 2008
- Patu bispina Lin, Pham & Li, 2009
- Pimoa clavata Xu & Li, 2007
- Pimoa lata Xu & Li, 2009
- Pimoa reniformis Xu & Li, 2007
- Pimoa trifurcata Xu & Li, 2007
- Putaoa megacantha (Xu & Li, 2007)
- Rhyssoleptoneta Tong & Li, 2007
- Rhyssoleptoneta latitarsa Tong & Li, 2007
- Sinopimoidae Li & Wunderlich, 2008
- Sinopimoa Li & Wunderlich, 2008
- Sinopimoa bicolor Li & Wunderlich, 2008
- Telema bella Tong & Li, 2008
- Telema breviseta Tong & Li, 2008
- Telema circularis Tong & Li, 2008
- Telema claviformis Tong & Li, 2008
- Telema dengi Tong & Li, 2008
- Telema grandidens Tong & Li, 2008
- Telema oculata Tong & Li, 2008
- Telema spina Tong & Li, 2008
- Trilacuna Tong & Li, 2007
- Weintrauboa plana Xu & Li, 2009
- Weintrauboa pollex Xu & Li, 2009

## Abreviatura (zoología)
La abreviatura Li  se emplea para indicar a Shu-qiang Li como autoridad en la descripción y taxonomía en zoología.

- Datos: Q2381157
- Especies: Shu-Qiang Li